# Seondeok
Seondeok av Silla (Hangul: 선덕여왕 Koreanskt uttal: [sʰʌndʌk jʌwaŋ]), född okänt år, död 17 februari 647, var regerande drottning av Silla i Korea från 632 till 647. Hon var Sillas 27e monark och dess första av kvinnligt kön. Hennes regeringstid betraktas som en blomstringstid för filosofi, litteratur och konst. 
Hon efterträdde sin far på tronen. Hon var gift tre gånger. Hon hade inga barn, och efterträddes av sin kusin. 